# Општина Агваскалијентес
Агваскалијентес (шп. Aguascalientes) општина је у Мексику у савезној држави Агваскалијентес. Општина се налази на надморској висини од 1885 м.

## Становништво
Према подацима из 2010. у општини је живело 797.010 становника.

### Хронологија
| Година       | 2000                     | 2005                     | 2010                     |
| ------------ | ------------------------ | ------------------------ | ------------------------ |
| Становништво | 643419 (310771 / 332648) | 723043 (349203 / 373840) | 797010 (386429 / 410581) |

### Попис
| \| \| м \| \| \| ж \| \| 0—2 \| 22.835 \| \| \| 22.038 \| \| 3—5 \| 24.520 \| \| \| 23.431 \| \| 6—11 \| 50.005 \| \| \| 48.216 \| \| 12—14 \| 23.725 \| \| \| 23.423 \| \| 15—17 \| 23.913 \| \| \| 23.947 \| \| 18—24 \| 51.067 \| \| \| 52.537 \| \| 60+ \| 27.248 \| \| \| 34.037 \| \| Просек : \| 27,94 \| \| \| 29,33 \| |        |  |  |        |
| |        |  |  |        |
| | м      |  |  | ж      |
| 0—2 | 22.835 |  |  | 22.038 |
| 3—5 | 24.520 |  |  | 23.431 |
| 6—11 | 50.005 |  |  | 48.216 |
| 12—14 | 23.725 |  |  | 23.423 |
| 15—17 | 23.913 |  |  | 23.947 |
| 18—24 | 51.067 |  |  | 52.537 |
| 60+ | 27.248 |  |  | 34.037 |
| Просек : | 27,94  |  |  | 29,33  |

| #   | Индикатор                                                                                        | Вредност |
| --- | ------------------------------------------------------------------------------------------------ | -------- |
| 1   | Становништво од 0 до 2 године                                                                    | 44873    |
| 2   | Мушко становништво од 0 до 2 године                                                              | 22835    |
| 3   | Женско становништво од 0 до 2 године                                                             | 22038    |
| 4   | Становништво са 3 и више година                                                                  | 748891   |
| 5   | Мушко становништво са 3 и више година                                                            | 361991   |
| 6   | Женско становништво са 3 и више година                                                           | 386900   |
| 7   | Становништво са 5 и више година                                                                  | 717057   |
| 8   | Мушко становништво са 5 и више година                                                            | 345696   |
| 9   | Женско становништво са 5 и више година                                                           | 371361   |
| 10  | Становништво са 12 и више година                                                                 | 602719   |
| 11  | Мушко становништво са 12 и више година                                                           | 287466   |
| 12  | Женско становништво са 12 и више година                                                          | 315253   |
| 13  | Становништво са 15 и више година                                                                 | 555571   |
| 14  | Мушко становништво са 15 и више година                                                           | 263741   |
| 15  | Женско становништво са 15 и више година                                                          | 291830   |
| 16  | Становништво са 18 и више година                                                                 | 507711   |
| 17  | Мушко становништво са 18 и више година                                                           | 239828   |
| 18  | Женско становништво са 18 и више година                                                          | 267883   |
| 19  | Становништво од 3 до 5 година                                                                    | 47951    |
| 20  | Мушко становништво од 3 до 5 година                                                              | 24520    |
| 21  | Женско становништво од 3 до 5 година                                                             | 23431    |
| 22  | Становништво од 6 до 11 година                                                                   | 98221    |
| 23  | Мушко становништво од 6 до 11 година                                                             | 50005    |
| 24  | Женско становништво од 6 до 11 година                                                            | 48216    |
| 25  | Становништво од 8 до 14 година                                                                   | 112820   |
| 26  | Мушко становништво од 8 до 14 година                                                             | 57191    |
| 27  | Женско становништво од 8 до 14 година                                                            | 55629    |
| 28  | Становништво од 12 до 14 година                                                                  | 47148    |
| 29  | Мушко становништво од 12 до 14 година                                                            | 23725    |
| 30  | Женско становништво од 12 до 14 година                                                           | 23423    |
| 31  | Становништво од 15 до 17 година                                                                  | 47860    |
| 32  | Мушко становништво од 15 до 17 година                                                            | 23913    |
| 33  | Женско становништво од 15 до 17 година                                                           | 23947    |
| 34  | Становништво од 18 до 24 године                                                                  | 103604   |
| 35  | Мушко становништво од 18 до 24 године                                                            | 51067    |
| 36  | Женско становништво од 18 до 24 године                                                           | 52537    |
| 37  | Женско становништво од 15 до 49 година                                                           | 223974   |
| 38  | Становништво са 60 и више година                                                                 | 61285    |
| 39  | Мушко становништво са 60 и више година                                                           | 27248    |
| 40  | Женско становништво са 60 и више година                                                          | 34037    |
| 41  | Однос између мушкараца и жена                                                                    | 94.12    |
| 42  | Становништво од нуле до 14 година                                                                | 238193   |
| 43  | Становништво од 15 до 64 године                                                                  | 515262   |
| 44  | Становништво од 65 година и више                                                                 | 40309    |
| 45  | Просечан број деце                                                                               | 2.2      |
| 46  | Становништво рођено у ентитету                                                                   | 600255   |
| 47  | Мушко становништво рођено у ентитету                                                             | 293925   |
| 48  | Женско становништво рођено у ентитету                                                            | 306330   |
| 49  | Становништво рођено у другом ентитету                                                            | 186972   |
| 50  | Мушко становништво рођено у другом ентитету                                                      | 87621    |
| 51  | Женско становништво рођено у другом ентитету                                                     | 99351    |
| 52  | Становништво од 5 година и више резидентно у ентитету у јуну 2005. године                        | 674444   |
| 53  | Мушко становништво старосног доба од 5 година и више, резидентно у ентитету у јуну 2005. године  | 323575   |
| 54  | Женско становништво старосног доба од 5 и више година, резидентно у ентитету у јуну 2005. године | 350869   |
| 55  | Становништво од 5 година и више које је живело у другом ентитету у јуну 2005. године             | 32756    |
| 56  | Мушко становништво старије од 5 година које је живело у другом ентитету у јуну 2005. године      | 16011    |
| 57  | Женско становништво старије од 5 година које је живело у другом ентитету у јуну 2005. године     | 16745    |
| 58  | Становништво од 3 године и више које говори аутохтони језик                                      | 1790     |
| 59  | Мушко становништво старо 3 године и више које говори аутохтони језик                             | 1032     |
| 60  | Женско становништво старо 3 године и више које говори аутохтони језик                            | 758      |
| 61  | Становништво од 3 године и више које говори аутохтони језик и не говори шпански језик            | 4        |
| 62  | Мушко становништво старо 3 године и више које говори аутохтони језик и не говори шпански         | 2        |
| 63  | Женско становништво старо 3 године и више које говори аутохтони језик и не говори шпански језик  | 2        |
| 64  | Становништво старо 3 године и више које говори аутохтони језик и шпански                         | 939      |
| 65  | Мушко становништво старо 3 године и више које говори аутохтони језик и шпански                   | 563      |
| 66  | Женско становништво старо 3 године и више које говори аутохтони језик и шпански                  | 376      |
| 67  | Становништво од 5 година и више које говори аутохтони језик                                      | 1752     |
| 68  | Становништво од 5 година и више које говори аутохтони језик и не говори шпански језик            | 3        |
| 69  | Становништво од 5 година и више које говори аутохтони језик и говори шпански језик               | 933      |
| 70  | Становништво у домородачким домаћинствима                                                        | 4018     |
| 71  | Становништво са ограничењима у активностима                                                      | 30563    |
| 72  | Становништво са ограниченим ходањем или кретањем, горе или доле                                  | 17286    |
| 73  | Становници са ограничењима вида, чак и уз кориштење сочива                                       | 8176     |
| 74  | Становништво са ограничењима говора, комуникације или конверзације                               | 2738     |
| 75  | Становништво са ограниченим слухом                                                               | 3041     |
| 76  | Становништво са ограничењима при одевању, купању или јелу                                        | 1874     |
| 77  | Становништво са ограничењима у опажању или учењу једноставних ствари                             | 1876     |
| 78  | Становништво са менталним ограничењима                                                           | 3645     |
| 79  | Становништво без ограничења активности                                                           | 761588   |
| 80  | Становништво од 3 до 5 година које не похађа школу                                               | 23224    |
| 81  | Мушко становништво од 3 до 5 година које не похађа школу                                         | 11967    |
| 82  | Женско становништво од 3 до 5 година које не похађа школу                                        | 11257    |
| 83  | Становништво од 6 до 11 година које не похађа школу                                              | 2415     |
| 84  | Мушко становништво од 6 до 11 година које не похађа школу                                        | 1316     |
| 85  | Женско становништво од 6 до 11 година које не похађа школу                                       | 1099     |
| 86  | Становништво од 12 до 14 година које не похађа школу                                             | 3574     |
| 87  | Мушко становништво од 12 до 14 година које не похађа школу                                       | 1894     |
| 88  | Женско становништво од 12 до 14 година које не похађа школу                                      | 1680     |
| 89  | Становништво од 15 до 17 година похађа школу                                                     | 32330    |
| 90  | Мушко становништво од 15 до 17 година похађа школу                                               | 15929    |
| 91  | Женско становништво између 15 и 17 година живота у школи                                         | 16401    |
| 92  | Становништво од 18 до 24 године похађа школу                                                     | 33116    |
| 93  | Мушко становништво од 18 до 24 године похађа школу                                               | 16580    |
| 94  | Женско становништво од 18 до 24 године похађа школу                                              | 16536    |
| 95  | Становништво од 8 до 14 година које не може да чита и пише                                       | 1742     |
| 96  | Мушко становништво старосног доба од 8 до 14 година које не може да чита и пише                  | 1044     |
| 97  | Женско становништво старосног доби од 8 до 14 година које не може да чита и пише                 | 698      |
| 98  | Становништво од 15 година и више које је неписмено                                               | 14326    |
| 99  | Мушко становништво од 15 година и више које је неписмено                                         | 5715     |
| 100 | Женско становништво од 15 година и више које је неписмено                                        | 8611     |
| 101 | Становништво старо 15 и више година без школовања                                                | 18759    |
| 102 | Мушко становништво старо 15 и више година без школовања                                          | 8178     |
| 103 | Женско становништво старо 15 и више година без школовања                                         | 10581    |
| 104 | Становништво старосног доба 15 и више година са непотпуним основним образовањем                  | 44967    |
| 105 | Мушко становништво старосног доба од 15 година и више са непотпуном основним образовањем         | 20243    |
| 106 | Женско становништво старосног доба 15 и више година са непотпуном основним образовањем           | 24724    |
| 107 | Становништво старо 15 и више година са комплетним основним образовањем                           | 82401    |
| 108 | Мушко становништво старо 15 година и више са комплетним основним образовањем                     | 37173    |
| 109 | Женско становништво старо 15 и више година са комплетним основним образовањем                    | 45228    |
| 110 | Становништво старосног доба 15 и више година са непотпуним средњим образовањем                   | 25592    |
| 111 | Мушко становништво старосног доба од 15 година и више са непотпуним средњим образовањем          | 14311    |
| 112 | Женско становништво старосног доба од 15 година и више са непотпуним средњим образовањем         | 11281    |
| 113 | Становништво старо 15 и више година са пуним секундарном образовањем                             | 133433   |
| 114 | Мушко становништво старосног доба од 15 година и више са пуним секундарном образовањем           | 64820    |
| 115 | Женско становништво старосног доба од 15 година и више са пуним секундарном образовањем          | 68613    |
| 116 | Становништво старије од 18 година са постосновним образовањем                                    | 226503   |
| 117 | Мушко становништво старије од 18 година са постосновним образовањем                              | 109237   |
| 118 | Женско становништво старије од 18 година са постосновним образовањем                             | 117266   |
| 119 | Просечна оцена школовања                                                                         | 9.81     |
| 120 | Просечан ниво образовања мушке популације                                                        | 9.95     |
| 121 | Просечан ниво образовања женског становништва                                                    | 9.69     |
| 122 | Економски активно становништво                                                                   | 336974   |
| 123 | Економски активна мушка популација                                                               | 209610   |
| 124 | Економски активна женска популација                                                              | 127364   |
| 125 | Становништво које није економски активно                                                         | 263800   |
| 126 | Мушко становништво које није економски активно                                                   | 76764    |
| 127 | Женско становништво које није економски активно                                                  | 187036   |
| 128 | Запослено становништво                                                                           | 315954   |
| 129 | Запослено мушко становништво                                                                     | 193840   |
| 130 | Запослено женско становништво                                                                    | 122114   |
| 131 | Незапослена популација                                                                           | 21020    |
| 132 | Незапослена мушка популација                                                                     | 15770    |
| 133 | Незапослена женска популација                                                                    | 5250     |
| 134 | Становништво без права на здравствене услуге                                                     | 178471   |
| 135 | Становништво које има право на здравствене услуге                                                | 614582   |
| 136 | Становништво које има право на ИМСС                                                              | 415917   |
| 137 | Становништво које има право на социјално осигурање                                               | 62219    |
| 138 | Становништво које има право на државно социјално осигурање                                       | 2056     |
| 139 | Становништво које има право на опште осигурање или здравствено осигурање за нову генерацију      | 126384   |
| 140 | Становништво које је било једном или није било у браку током 12 година и више                    | 223745   |
| 141 | Венчано или уједињено становништво од 12 година и више                                           | 323967   |
| 142 | Становништво које је било у браку или уједињено 12 година и више                                 | 54101    |
| 143 | Становништво са католичком религијом                                                             | 731800   |
| 144 | Протестанти, еванђелисти и библијски следбеници различити од еванђелиста                         | 40707    |
| 145 | Становништво са другим религијама различитим од претходних                                       | 709      |
| 146 | Становништво без религије                                                                        | 17073    |
| 147 | Укупно пописаних домаћинства                                                                     | 201071   |
| 148 | Пописна домаћинства на челу са мушкарцима                                                        | 152754   |
| 149 | Пописна домаћинства на челу са женама                                                            | 48317    |
| 150 | Становништво у пописним домаћинствима                                                            | 791370   |
| 151 | Становништво у пописним домаћинствима на челу са мушкарцима                                      | 632492   |
| 152 | Становништво у пописним домаћинствима на челу са женама                                          | 158878   |
| 153 | Укупно домаћинстава                                                                              | 247792   |
| 154 | Укупно насељених домаћинстава                                                                    | 202141   |
| 155 | Укупно приватних кућа                                                                            | 246722   |
| 156 | Насељени приватни домови                                                                         | 201071   |
| 157 | Укупно насељених приватних кућа                                                                  | 202059   |
| 158 | Ненасељене приватне куће                                                                         | 36893    |
| 159 | Појединачна домаћинства за привремену употребу                                                   | 8758     |
| 160 | Становници у насељеним приватним кућама                                                          | 791370   |
| 161 | Насељеност станара у приватним становима                                                         | 3.94     |
| 162 | Просечно становника по соби у приватним насељеним домаћинствима                                  | 0.89     |
| 163 | Појединачна домаћинства са подовима од различитих материјала од земље                            | 198025   |
| 164 | Појединачна домаћинства у приземљу                                                               | 2596     |
| 165 | Појединачна домаћинства са једном спаваћом собом                                                 | 44360    |
| 166 | Појединачна домаћинства са две спаваће собе и више                                               | 156335   |
| 167 | Појединачна домаћинства са једним собом                                                          | 3495     |
| 168 | Појединачна домаћинства са две собе                                                              | 13433    |
| 169 | Појединачна домаћинства са 3 собе и више                                                         | 183490   |
| 170 | Појединачна домаћинства која имају електрично светло                                             | 200175   |
| 171 | Појединачна домаћинства која немају електрично светло                                            | 668      |
| 172 | Појединачна домаћинства која имају водоводну воду у стамбеном простору                           | 197515   |
| 173 | Појединачна домаћинства која немају водоводну воду у стамбеном простору                          | 3097     |
| 174 | Појединачна домаћинства која имају тоалет                                                        | 199394   |
| 175 | Појединачна домаћинства која имају канализацију                                                  | 198667   |
| 176 | Појединачна домаћинства која немају канализацију                                                 | 1922     |
| 177 | Појединачна домаћинства која имају електрично светло, довод воде из јавне мреже и канализацију   | 195882   |
| 178 | Појединачна домаћинства без икаквих услова                                                       | 500      |
| 179 | Појединачна домаћинства која имају радио                                                         | 182408   |
| 180 | Појединачна домаћинства која имају телевизор                                                     | 197400   |
| 181 | Појединачна домаћинства која имају фрижидер                                                      | 188214   |
| 182 | Појединачна домаћинства која имају машину за веш                                                 | 170657   |
| 183 | Појединачна домаћинства која имају аутомобил или комби                                           | 124404   |
| 184 | Појединачна домаћинства која имају рачунар                                                       | 81576    |
| 185 | Појединачна домаћинства која имају фиксну телефонску линију                                      | 109090   |
| 186 | Појединачна домаћинства која имају мобилни телефон                                               | 157602   |
| 187 | Појединачна домаћинства која имају приступ интернету                                             | 56788    |